# キャッチ! (ラジオ番組)
キャッチ!は、エフエム滋賀（e-radio）で毎週月曜日から木曜日の14:00 - 18:00に放送されている生ワイド番組。
平日の編成が月曜日から木曜日までと金曜日に分かれた編成が主流となっている民放FMにおいて午後の月曜日から木曜日までの放送時間が午後の金曜日の番組は4時間である。
また、JFN加盟局の中でも平日の午後の月曜日から木曜日までの番組の中では長時間放送する。
16:26からは、「アーティストをキャッチ!」のコーナーを設けて放送を通じて若手アーティストに活動の場を充てている。
パーソナリティは前番組『e-joy』(2018年4月 - 2019年9月）同様日替わりで担当曜日も変わらずスライド登板したがアシスタントは置かなかった。
2025年4月から改編で放送時間を18:00までに凝縮。

## パーソナリティー
- 久世サトシ（月曜）
- マツモトアキノリ（火曜）
- 矢野七絵（水曜）
- 杉浦なおや（木曜）

## アーティストをキャッチ! 出演者
- LDH次期アーティスト（第1月曜、iScream/PSYCHIC FEVER）
- OMV（第2月曜）
- BMK（第3月曜）
- EBiDAN所属グループ（第4月曜）
- ハナフサマユ（第1火曜）
- 神野友亜（第2火曜、SARD UNDERGROUND)
- 学芸大青春（第3火曜）
- SOYO（第4火曜、＠ouefive)
- 高島楓・大上陽奈子（第1水曜、PassCode)
- 上西怜（第2水曜、NMB48）
- STU48（第3水曜）
  - 2.5期研究生（2023年4月19日 - 2024年4月17日）[4]
  - 3期研究生（2024年5月15日 - ）
- ハロプロ研修生（第4水曜）
- MAGES.所属アーティスト（第1木曜）
- 来栖りん（第2木曜）
- Lantis所属アーティスト（第3木曜）
- 涼花萌（第4木曜、2022年7月より）

## その他の出演者
- MASATO（トヨタカローラ滋賀 presents MASTO’S GARDEN、THE BEAT GARDEN、第1・3木曜）
- みのりん☆（同、女性メカニック、第3木曜）

## タイムスケジュール

### 14時
- 14:15 - JFNラジオショッピング
- 14:45 - レコメンド滋賀
- 14:53 - 交通情報
- 14:55 - IMP.のIMPickup

### 15時
- 15:15 - 交通安全ワンポイントアドバイス
- 15:30 - 快適生活ラジオショッピング
- 15:45 - My First Music
- 15:55 - 天気情報
- 15:57 - 交通情報

### 16時
- 16:26 - アーティストをキャッチ!
- 16:55 - 天気情報
- 16:57 - 交通情報

### 17時
- 17:00 - Jumble Jumble(月〜水)  トヨタカローラ滋賀 presents MASTO’S GARDEN（第1・3木曜）
- 17:14 - 快適生活ラジオショッピング
- 17:22 - 交通情報
- 17:24 - 天気情報
- 17:55 - 京都新聞ニュース
- 17:57 - 交通情報